# Camille Bernardin
Camille Bernardin, né le 27 octobre 1831 à Tournan-en-Brie (Seine-et-Marne) et mort le 5 décembre 1894 en son domicile à Brie-Comte-Robert (Seine-et-Marne), est un homme politique et horticulteur français. 
Après des études de droit (avocat, docteur en droit) il se dirigea très vite vers la politique, d'abord conseiller municipal (1865) puis maire de Brie-Comte-Robert (1884) et conseiller général (1882). Surtout connu hors département pour son implication en horticulture, botaniste amateur aguerri en matière de roses, sa grande passion, il fut fondateur du Journal des roses avec Scipion Cochet (1877) et de sociétés horticoles dès 1861.

## Biographie
Camille Bernardin est fils de Jean Abraham Bernardin, notaire et juge de paix à Brie-Comte-Robert, et de son épouse née Stéphanie Brigitte Poussard.
Homme politique local, sa popularité dépassa les frontières de la France par son engagement au service de l'horticulture, plus spécialement des roses.
Ses compétences multiples l'amenèrent aussi à publier plusieurs études sur l'histoire en lien avec sa région, principalement sur Brie-Comte-Robert.

### Sa vie politique
Il fut conseiller municipal de Brie-Comte-Robert dès 1865, puis maire de cette ville de 1884 à 1888. Il a également été élu à une forte majorité conseiller d'arrondissement en 1870 et trois fois réélu à cette fonction jusqu'en 1882. Cette année-là, il entrait au conseil général de Seine-et-Marne, puis deux fois réélu. Un poste de conseiller général qu'il occupait encore quand survint son décès en 1894.

Dans son éloge funèbre, le journal Le Nouvelliste de Melun explique pourquoi ses électeurs étaient fidèles , une population briarde qui ne le désignait jamais autrement que sous le nom familier de « Monsieur Camille » : 
« (...) Cette carrière que rien n'a pu entraver, dit mieux que tous les discours ce que fut l'homme politique. Il eut le rare bonheur, dû à la fermeté de ses convictions d'être celui en qui l'on a confiance et a qui l'on ne marchande pas les témoignages d'estime (...) Bernardin était un représentant comme il y en a peu malheureusement. Il était l'homme des petites gens (...) Que de démarches n'a-t-il pas faites pour tel ou tel, payant de sa personne, ne reculant devant aucun sacrifice, un dérangement, un voyage, comptant pour rien son temps et sa peine (...) Et puis cet homme politique avait un cœur dont la bonté et le désintéressement étaient connus, une âme très simple et très modeste, qu'aucune pensée ambitieuse n'avait jamais effleurée (...) il était aimé, et on peut dire qu'il avait une popularité personnelle, véritable et bien à lui (...) Bernardin n'avait aucune distinction honorifique, ce qui du reste, n'étonnera personne, au temps où nous sommes, la faveur l'emportant toujours sur le mérite (...) Caractère essentiellement sympathique, il suffisait de l'approcher quelques instants pour se sentir gagné par l'expression qui se dégageait de sa physionomie, par sa conversation spirituelle, enjouée, quelque peu gauloise, et par ses saillies piquantes qui donnaient à ses jugements un relief que nul ne saurait oublier. »

### Sa vie horticole

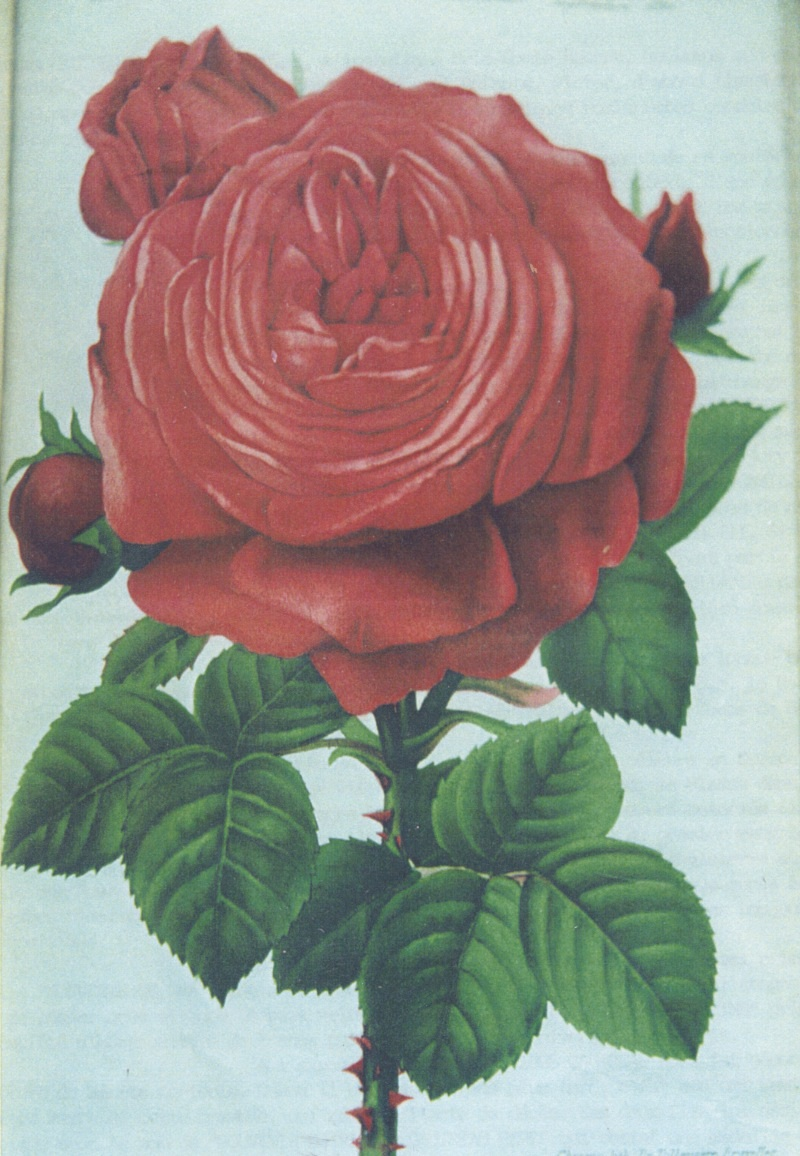
Gravure coloriée de la rose 'Camille Bernardin' (1865), du rosiériste Victor Étienne Gautreau, qui parut dans le Journal des roses en 1880.

Camille Bernardin fut secrétaire de la Société d'horticulture de Coulommiers qu'il avait fondée en 1861, ainsi que vice-président de la Société d'horticulture de Melun et Fontainebleau fondée en 1852 par Scipion Cochet. Sa notoriété et ses compétences le feront demander pour figurer dans le jury de la plupart des grandes rencontres horticoles en France et à l'étranger : Amsterdam, Anvers, Liège, Bruxelles, Mons, Spa, Londres, Orléans, Troyes, Rouen, Vincennes, etc.

#### Sous la protection de l'impératrice Eugénie
Également fondateur et président de la Société des Rosiéristes de la Brie, on lui doit dès 1865 l'organisation des premières expositions « spéciales de roses ». Afin de promouvoir les cultures de rosiers de sa contrée, il n'hésitait pas à transporter à ses frais les collections de roses coupées des rosiéristes de la société vers les expositions en France et à l'étranger, en rapportait les médailles aux ayants droit, créant ainsi une clientèle aux producteurs.  
Son zèle et son investissement au service de la culture des roses de la Brie le mena en 1867 jusqu'à demander et obtenir, par l'entremise du ministre d’État Eugène Rouher, une entrevue des rosiéristes avec l'impératrice Eugénie au Palais des Tuileries, où son époux Napoléon III fut également présent. Au cours de cette réception tenue le 21 juillet dans le salon de la Paix, Camille Bernardin remit à leurs majestés les comptes-rendus et programmes des expositions de roses de Brie-Comte-Robert imprimés sur satin. Et de concert avec le préfet de Seine-et-Marne, Alexis S. D. Vézins de Lévézou, a prié l'impératrice de bien vouloir prendre sous son gracieux patronage la Société des rosiéristes de Brie-Comte-Robert. Ce à quoi Eugénie, avec plaisir, répondit favorablement.
Étaient présents, autour de Camille Bernardin, les rosiéristes briards Scipion Cochet, Louis-Xavier Granger, Gautreau père et fils, Aubin et Émile Céchet père et fils, Dubois père et fils, David, E. Leroux et Alfred Jouas.    
L'été suivant, le 28 juin 1868, c'est au château de Fontainebleau que les rosiéristes furent reçus. L'Empereur qui s'entretenait avec Camille Bernardin, président de la société, sur l'importance considérable du commerce de rosiers dans sa contrée, a bien voulu accueillir favorablement la demande qui lui a été faite de planter dans le jardin des Tuileries les plus beaux rosiers cultivés à Brie-Comte-Robert.    

#### Les roses 'Camille Bernardin' et 'Mme Martin de Bessé'
C'est au cours de la première exposition « spéciale de roses » qu'une nouvelle variété lui fut dédiée, à Brie-Comte-Robert, en juillet 1865 du nom de 'Camille Bernardin'. 
Son obtenteur, le rosiériste briard Victor Étienne Gautreau, rendit ainsi honneur à l'organisateur de cette manifestation. Cet hybride remontant très parfumé, nommé 'Camille Bernardin', figura longtemps dans le haut des tableaux des plébiscites de roses, surtout à l'étranger, comme en Angleterre, où elle obtint une médaille d'or à Brockam en tant que rose la plus souvent exposée au cours d'une année.   
La pratique et la connaissance des roses, qui n'avaient alors plus de secret pour Camille Bernardin, l'amenèrent à s'essayer lui aussi à la création d'une nouvelle variété. Un hybride remontant de sa conception, présentant une nouveauté de bonne valeur, se trouva ainsi primé lors de l'exposition horticole de Fontainebleau. Cette nouvelle rose mise au commerce en 1866 sous le nom de 'Madame Martin de Bessé' sera multipliée dans les pépinières de Louis-Xavier Granger. Le Dictionnaire des roses (1885) en donna la description suivante : « Fleur grande, pleine, évasée ; coloris blanc ombré de rose. Variété très recommandable sous tous les rapports ». La réputation de cette variété ne passa hélas pas à la postérité, noyée au milieu de centaines autres hybrides remontants où la concurrence faisait rage, en cette seconde moitié du XIXe siècle, lors des plébiscites et des expositions de roses.

#### Fondateur duJournal des Roses
En janvier 1877, Camille Bernardin fonda avec Scipion Cochet le Journal des roses. Il assura jusqu'en 1884 la rédaction de ce mensuel de seize pages qui servait de relais entre les rosiéristes et les amateurs. C'est ainsi que les abonnements à cette revue, éditée à Grisy-Suisnes, se répandirent rapidement en France et à l'étranger.
Le poète et chansonnier Louis-François-Marie Nicolaïe dit Clairville fut un grand amateur de la reine des fleurs, un thème qu'il repris souvent dans ses nombreuses compositions. Dans le deuxième numéro du Journal des roses il rend hommage en poésie à Camille Bernardin pour la parution de cette nouvelle revue, avec pour titre « À Monsieur Camille Bernardin » dont ces deux extraits :

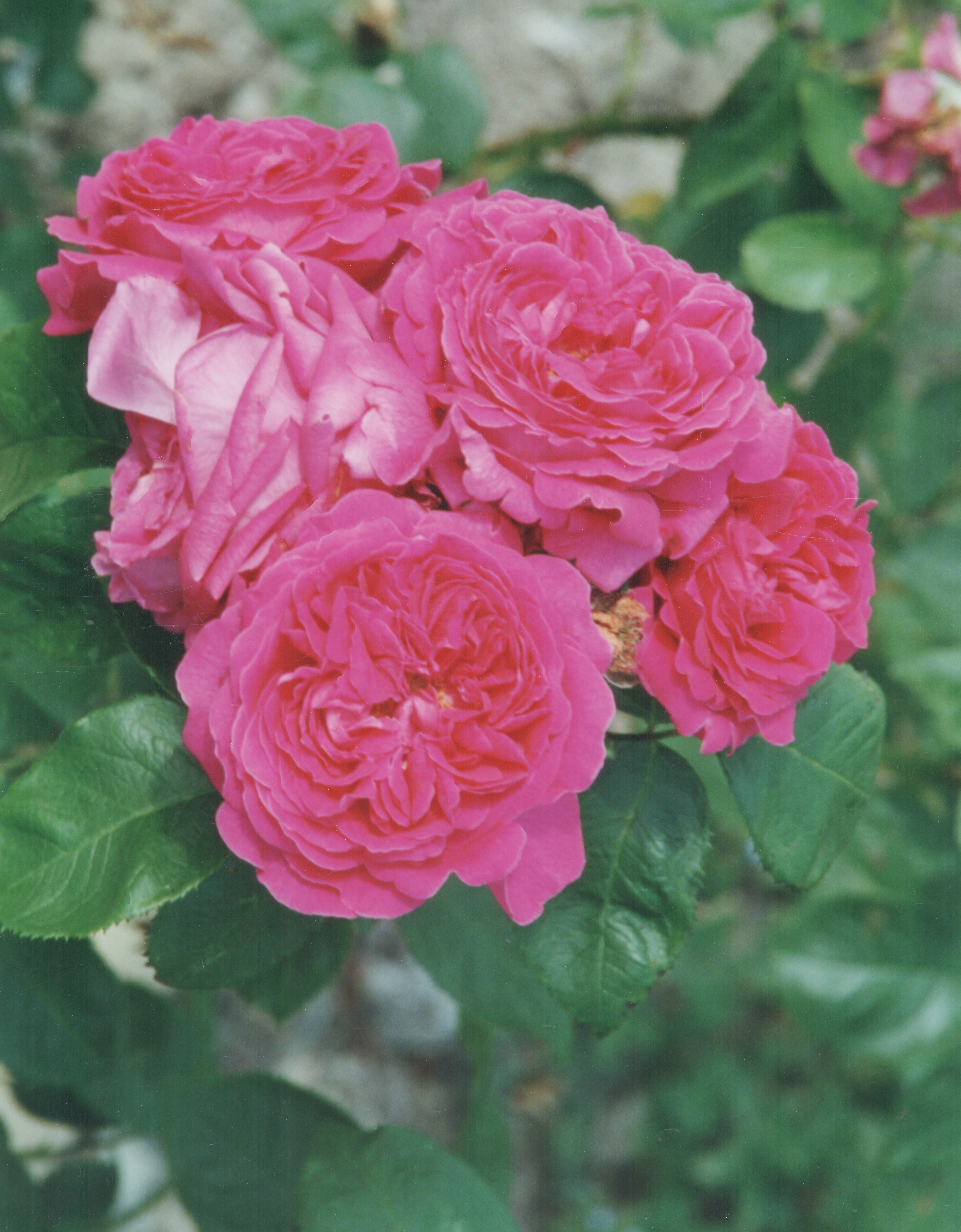
Roses 'Camille Bernardin', 1865, variété dédiée au fondateur des premières expositions spéciales de roses (photo juin 1997)

« Ce n'était pas assez des fleurs de la Nature
Voilà que Bernardin nous en donne en peinture.
Et de si belles qu'à ne dissimuler rien,
La Nature, je crois, ne fait pas aussi bien ;
(...)
Et c'est toi, Bernardin, toi l'homme rose, toi
Qui dans ta destinée eût une entière foi,
C'est toi qui triomphant sans effort, et sans croire
Que ton journal nouveau serait une victoire,
Toujours de la Nature, indiquant les progrès
Nous initie encore à ses divins secrets (...) »